# 名護市立屋部中学校
名護市立屋部中学校（なごしりつ やぶちゅうがっこう）は、沖縄県名護市字屋部にある市立中学校。

## 通学区域
安和小学校、屋部小学校

## 著名な出身者
- 岸本隆一（琉球ゴールデンキングス）